# Pedicularis megalantha
Pedicularis megalantha är en snyltrotsväxtart som beskrevs av David Don. Pedicularis megalantha ingår i släktet spiror, och familjen snyltrotsväxter. Inga underarter finns listade i Catalogue of Life.